# Saint-Denis-les-Ponts

Saint-Denis-les-Ponts este o comună în departamentul Eure-et-Loir, Franța. În 1 ianuarie 2018 avea o populație de 1.679 de locuitori.